# Fossza

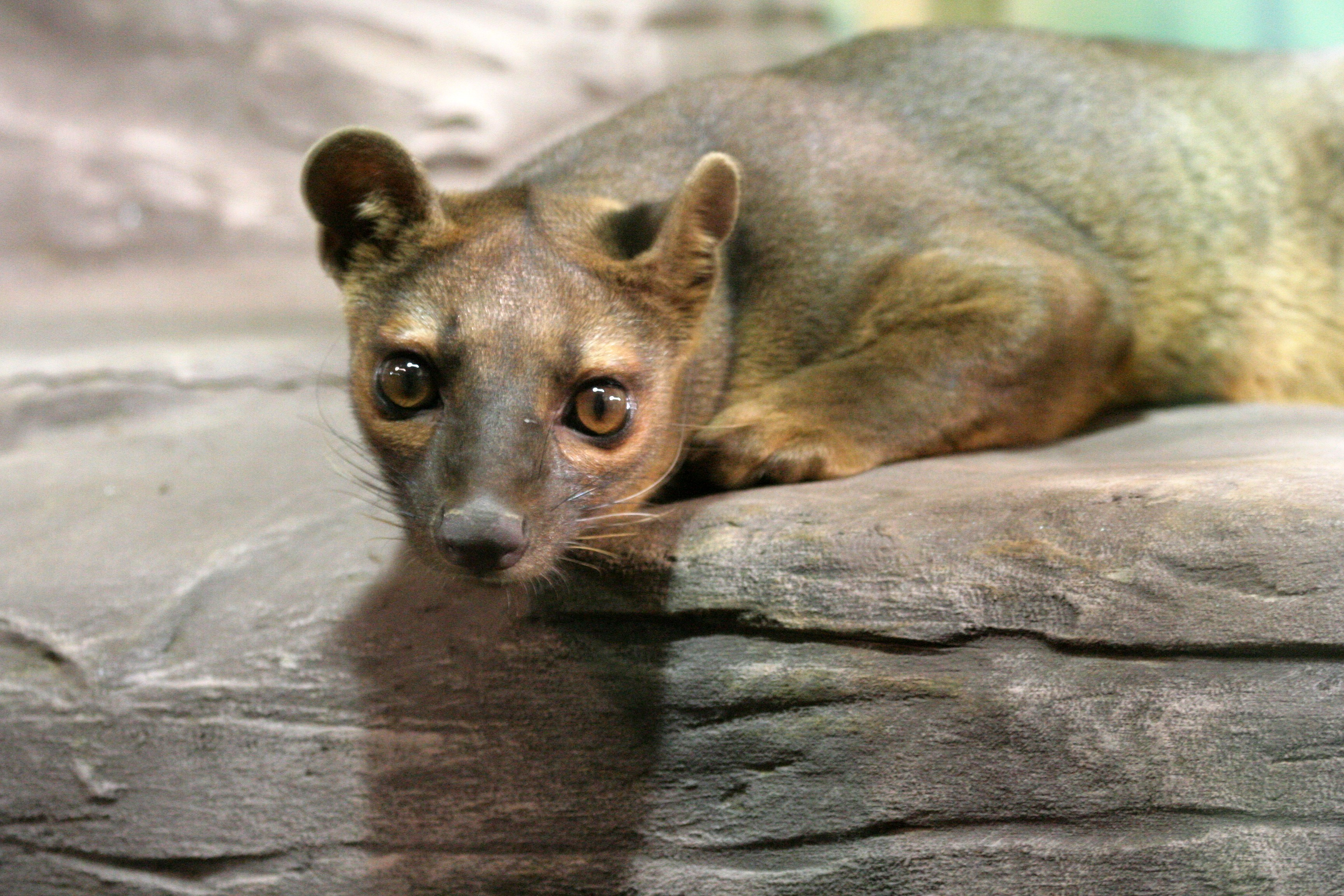

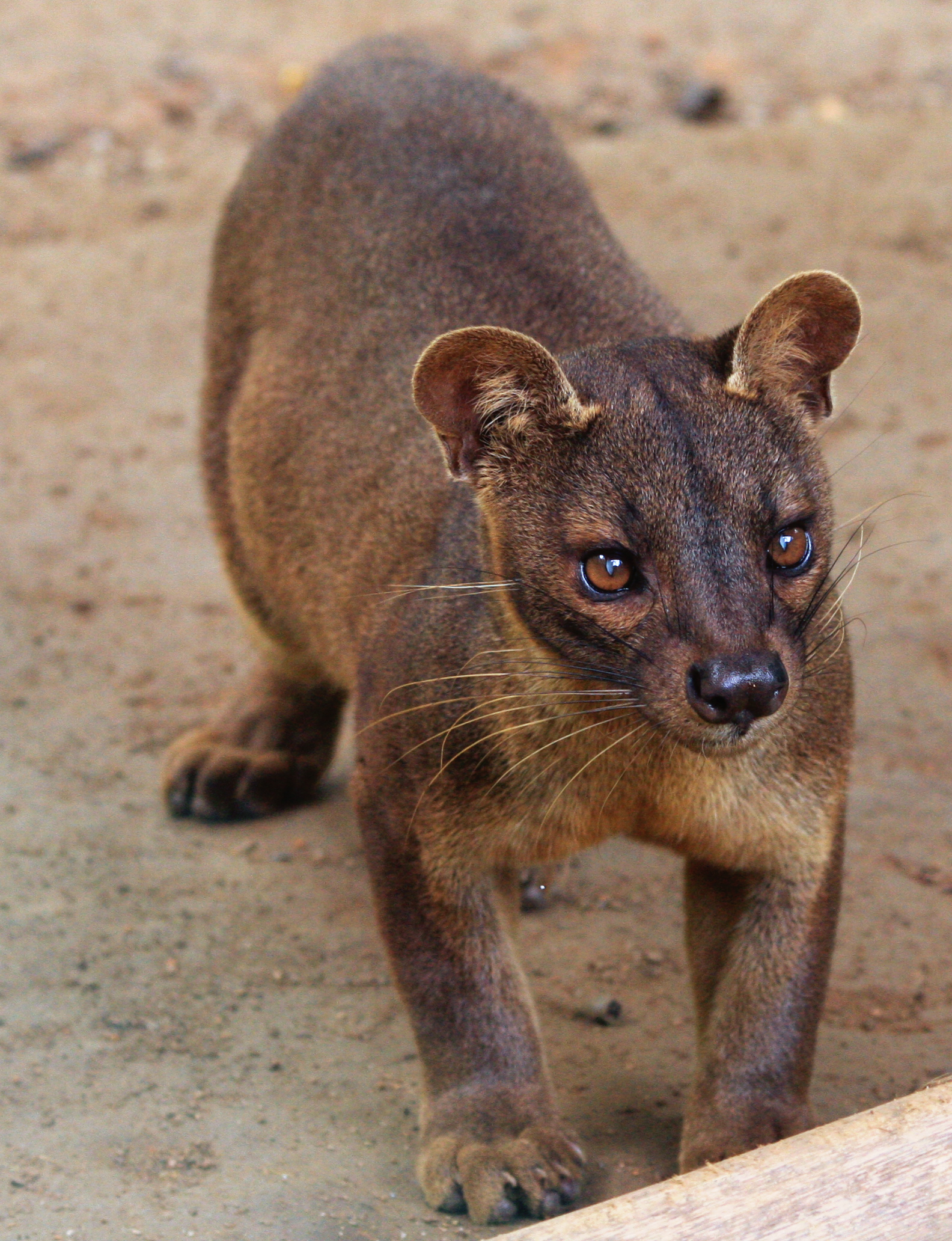

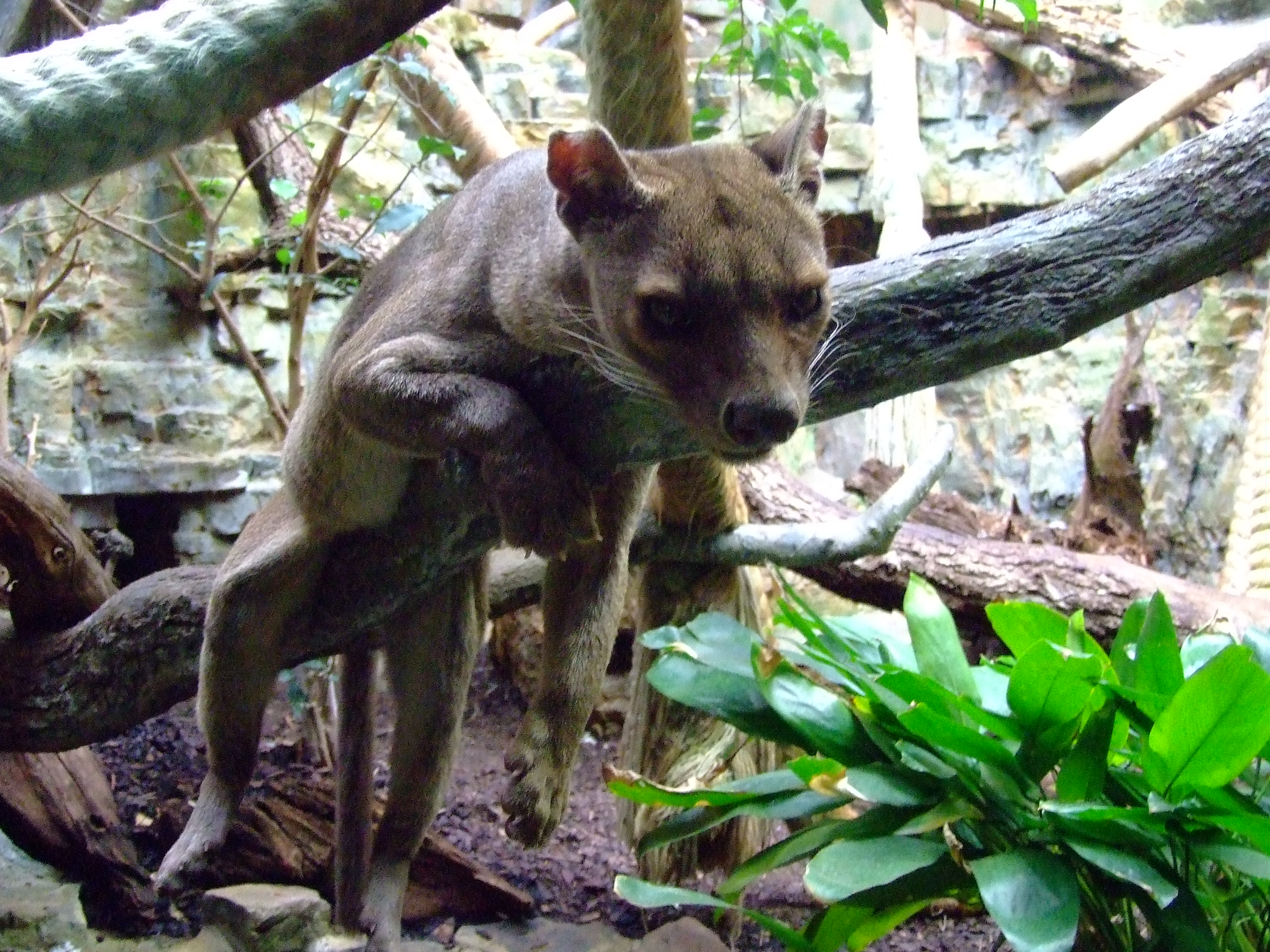
Fossza a frankfurti állatkertben

A fossza (Cryptoprocta ferox) az emlősök (Mammalia) osztályába, a ragadozók (Carnivora) rendjébe és a madagaszkári cibetmacskafélék (Eupleridae) családjába tartozó Cryptoprocta nem egyetlen élő faja.
Nem összekeverendő a tudományos nevén Fossa fossanának hívott fajjal, amit szintén összekevernek néha a falanukkal (angolul falanouc), mivel az előbbi másik neve fanaloka.

## Elterjedése
Madagaszkáron honos, a tengerpart szintjétől a 2000 méteres magasságig.

## Megjelenése
Madagaszkár legnagyobb ragadozó állata; a nőstény testhossza 65–70 centiméter, a hímé 75–80 centiméter, farokhossza 70–90 centiméter, a nőstény testtömege 5–7 kilogramm, a hímé 6–10 kilogramm. Külsőleg hasonlít a macskákhoz, afféle átmenet a macskák és cibetmacskák között. Különösen szembeötlővé válik ez a macskaszerűség, ha a fosszát a vele egyező színezetű, megnyúlt alakú, alacsony tairával (Eira barbara) vetjük össze. A hasonlóság miatt a rendszertani helye is hosszú ideig vitás volt. Eleinte általánosan a macskafélékhez sorolták, majd Carlsson A. vizsgálatai alapján a cibetmacskákhoz tették át. Végül a molekuláris biológia és a géntérképek megjelenése után elkülönített Eupleridae családban találta meg a helyét.
Arckifejezése határozottan macskaszerű; megnyúlt, alacsony lábakon nyugvó törzse, tojásdad füle és csupasz talpa viszont inkább a cibetmacskákra hajaz. Roppant alacsony termetű állat; lábai alig 15 centiméteresek. Bundája rövid, de tömött, kissé durva, fején és lábán a szőröket mintha lenyírta volna valaki. Színe vörhenyes, fölül sötétebb árnyalattal, itt az egyes szőrszálak barnával és halvány sárgával gyűrűzöttek. Fülén a szőr kívül-belül világosabb, bajusza részben fekete, részben fehér, szivárványhártyája szürkészöldes sárgának látszik, és a házi macskáéra emlékeztet.

## Életmódja
A párzási időszak kivételével magányosan él. Minden egyednek saját territóriuma van, melyet illatmirigyeik váladékával jelölnek, és amelynek nagysága a prédaállatok elterjedésétől függ. Látásuk, hallásuk és szaglásuk egyaránt kiváló.
Éjszaka vadászik: a földön és a fákon is könnyedén mozog. Megeszi a félmajmokat, a madarakat, a kisemlősöket, hüllőket, kétéltűeket és a rovarokat is.
Nincs természetes ellensége, csak az ember jelent rá veszélyt.

## Szaporodása
Szeptember – október a párzás időszaka. Ez idő alatt a fogékony nőstények kiválasztanak egy fát maguknak, ahová körülbelül egy héten át hívják a hímeket. Az összegyűlt hímek egymással agresszíven viselkednek. A nőstény több hímmel is párosodik, a földön vagy a fa egy vízszintes ágán.
A nőstény 90 napos vemhesség után általában 2–4, körülbelül 10 dekás utódot hoz a világra. Az újszülöttek vakok és magatehetetlenek, szemük csak a tizenötödik nap után nyílik ki. A kölykök 15–20 hónapos korukban hagyják el anyjukat; felnőtt méretüket 4 éves korukra érik el.
Fogságban akár 20 évig is élhet.

## Védettsége
A faj sebezhető státuszú a Természetvédelmi Világszövetség listáján; mára csak mintegy 2500 példánya élhet vadon. Veszélybe kerülésének oka, hogy háziállatokat is zsákmányol, ezért vadásznak rá. Emellett az élőhelyek ember általi pusztítása, mellyel a fossza élettere is feldarabolódik, illetve fogyatkozik. Madagaszkár csúcsragadozójaként fontos szerepük van sok faj létszámának szabályozásában.
Állatkertekben is ritkán fordul elő. Mindössze kb. 100 egyede él a világ 33 állatkertjében, ebből nagyjából 60 egyed Európában. A fajmegmentési program nehézségei közé tartozik az, hogy kis számú alapítótól származnak az állatkerti fosszák, így nagy a beltenyésztettség kockázata. A szigorúan csak egyedül tartható, fajtársaira veszélyes ragadozót nem könnyű gondozni, egyszerre több helyet is biztosítani kell számukra, külön a hímnek és a nősténynek, illetve a felcseperedő utódaiknak.
A Szegedi Vadaspark az országban elsőként mutatta be ezt a különleges emlőst. 2006-ban Németországból érkezett az első pár, amelyet külön tartottak egymástól a Madagaszkár-házban. Azóta több fossza is megfordult az állatkertben, jelenleg két példány él ott. Hosszú távú célja a vadasparknak azonban mindenképpen a ritka faj tartása és szaporítása.

## A kultúrában
A Madagaszkár című animációs filmben a fosszák negatív szereplőkként tűnnek fel.